# Anders Hilden
Anders Hilden, död 5 maj 1918 i Tammerfors fångläger, var en Helsingforsarbetare och befäl i Helsingfors röda vaktbataljon under finska inbördeskriget. 
Hilden och hans män deltog i slaget om Tammerfors, där han var ansvarig för försvaret av Messuby. Efter kriget fångades han av de vita i Tammerfors. Hilden dömdes till döden i domstol och sköts i Kalevankangas. 